# المهراجا (فلم)
المهراجا هو فيلم كوميدي لبناني من إنتاج سنة 2018، وهو من إخراج فادي حداد وتأليف رافي وهبي وبطولة زياد برجي وداليدا خليل وإيلي متري ودانا حلبي وإدمون حداد وجوليا قصار. يعتبر هذا الفيلم هو العمل السينمائي الأول لمخرج الكليبات الغنائية فادي حداد.

## القصة
تتكلم قصة الفيلم عن شاب يحاول النصب على عائلة، فيتنكر على اساس أنه مهراجا ويأتي ليساعدهم على طرد شبح والدهم من المنزل، لكنه يتعلق فيما بعد بإبنة صاحبة المنزل وألتي تكون متعلقة بشاب عائد من نيجيريا خصيصاً لكي يخطبها.

## البطولة
- زياد برجي
- داليدا خليل
- جوليا قصار
- إيلي متري
- إدمون حداد
- دانا حلبي
- عباس جعفر
- جوزيف زيتوني
- غبريال يمين
- علي يونس شخصية الوزير أبو تقلا

## وصلات خارجية
- المهراجا على قاعدة بيانات الأفلام العربية